# Lhohi (Lhaviyani)
Pour les articles homonymes, voir Lhohi.

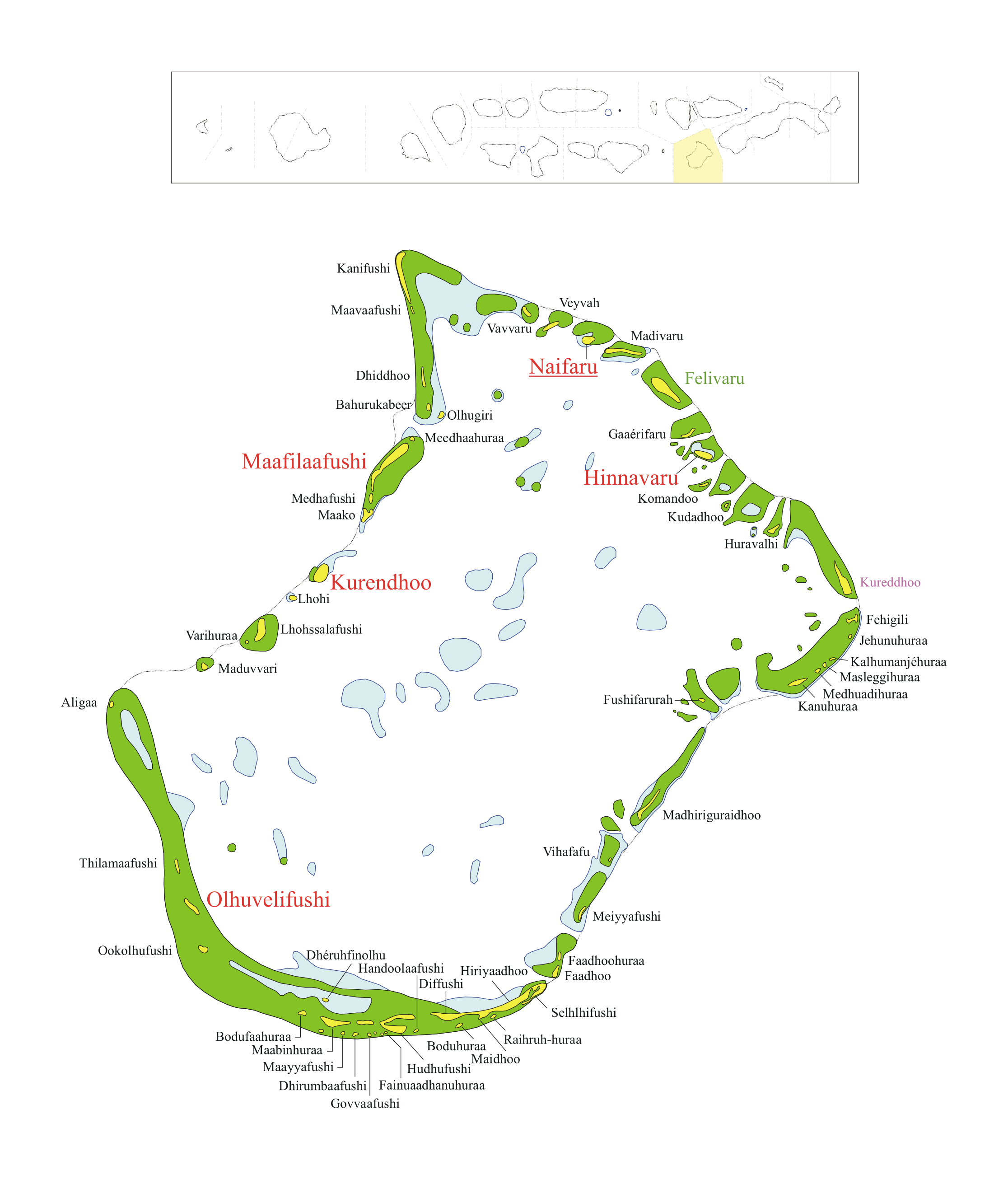
carte de l'île

Lhohi est une petite île inhabitée des Maldives.

## Géographie
Lhohi est située dans le centre des Maldives, au Sud de l'atoll Faadhippolhu, dans la subdivision de Lhaviyani. 